# Почему он?
«Почему он?» (англ. Why Him?) — американский комедийный художественный фильм режиссёра Джона Гамбурга. Премьера фильма состоялась 17 декабря 2016 года в США, 12 января 2017 года — в России.

## Сюжет
Нед Флеминг приезжает в Стэнфорд, чтобы навестить свою старшую дочь, и встречает там её парня — эксцентричного миллионера Кремниевой долины — Лэрда Мейхью, чьё поведение вызывает у Неда негодование, на волне которого между ними нарастает соперничество, обостряющееся тем, что Лэрд собирается сделать своей возлюбленной предложение.

## В ролях
- Джеймс Франко — Лэрд Мейхью
- Брайан Крэнстон — Нед Флеминг
- Зои Дойч — Стефани Флеминг
- Меган Маллалли — Барб Флеминг
- Гриффин Глюк — Скотти Флеминг
- Киган-Майкл Кей — Густав
- Седрик «Развлекатель» — Лу Данн
- Зак Перлман — Кевин Дингл
- Адам Дивайн — Тайсон
- Кейси Уилсон — Мисси Педерман
- Эндрю Рэннеллс — Блэйн Педерман
- Мэри Пэт Глисон — Джойс

В ролях-камео в фильме появились Илон Маск, Стив Аоки, участники группы Kiss и ряд других публичных личностей.

## Маркетинг
Первый трейлер фильма «Почему он?» появился в сети 30 июня 2016 года. 
Второй трейлер фильма «Почему он?» опубликовали в сеть 24 ноября 2016 года.